# Швеція на зимових Олімпійських іграх 2022
Швеція взяла участь у зимових Олімпійських іграх 2022, що тривали з 4 по 20 лютого 2022 року в Пекіні (Китай).
Олівер Магнуссон і Емма Нордін несли прапор своєї країни на церемонії відкриття. А нести прапор на церемонії закриття доручили біатлоністці Ельвірі Карін Еберг.

## Медалісти
Список шведських спортсменів, що на Іграх здобули медалі.
| Медаль | Ім'я                                                                          | Вид спорту          | Дисципліна                      | Дата      |
| ------ | ----------------------------------------------------------------------------- | ------------------- | ------------------------------- | --------- |
| Золото | Вальтер Вальберг                                                              | Фристайл            | Могул (чоловіки)                | 5 лютого  |
| Золото | Нільс ван дер Пул                                                             | Ковзанярський спорт | 5000 метрів (чоловіки)          | 6 лютого  |
| Золото | Сара Гектор                                                                   | Гірськолижний спорт | Гігантський слалом (жінки)      | 7 лютого  |
| Золото | Йонна Сундлінг                                                                | Лижні перегони      | Спринт (жінки)                  | 8 лютого  |
| Золото | Нільс ван дер Пул                                                             | Ковзанярський спорт | 10000 метрів (чоловіки)         | 11 лютого |
| Золото | Лінн Перссон Мона Брорссон Ганна Еберг Ельвіра Карін Еберг                    | Біатлон             | Естафета (жінки)                | 16 лютого |
| Золото | Сандра Неслунд                                                                | Фристайл            | Скікрос (жінки)                 | 17 лютого |
| Золото | Ніклас Едін Оскар Ерікссон Расмус Врано Христоффер Сундгрен Даніель Маґнуссон | Керлінг             | Чоловічий турнір                | 19 лютого |
| Срібло | Мая Дальквіст                                                                 | Лижні перегони      | Спринт (жінки)                  | 8 лютого  |
| Срібло | Ельвіра Карін Еберг                                                           | Біатлон             | Спринт (жінки)                  | 11 лютого |
| Срібло | Ельвіра Карін Еберг                                                           | Біатлон             | Перегони переслідування (жінки) | 13 лютого |
| Срібло | Мая Дальквіст Йонна Сундлінг                                                  | Лижні перегони      | Командний спринт (жінки)        | 16 лютого |
| Срібло | Мартін Понсілуома                                                             | Біатлон             | Масстарт (чоловіки)             | 18 лютого |
| Бронза | Оскар Ерікссон Альміда де Валь                                                | Керлінг             | Змішані пари                    | 8 лютого  |
| Бронза | Генрік Гарлот                                                                 | Фристайл            | Біг-ейр (чоловіки)              | 9 лютого  |
| Бронза | Мая Дальквіст Ебба Андерссон Фріда Карлссон Йонна Сундлінг                    | Лижні перегони      | Естафета 4×5 км (жінки)         | 12 лютого |
| Бронза | Єспер Т'єдер                                                                  | Фристайл            | Слоупстайл (чоловіки)           | 16 лютого |
| Бронза | Анна Гассельборг Сара Макманус Агнес Кнохенгауер Софія Мабергс Юганна Гельдін | Керлінг             | Жіночий турнір                  | 19 лютого |

| Медалі за видами спорту | Медалі за видами спорту | Медалі за видами спорту | Медалі за видами спорту | Медалі за видами спорту |
| ----------------------- | ----------------------- | ----------------------- | ----------------------- | ----------------------- |
| Вид спорту              | 1                       | 2                       | 3                       | Загалом                 |
| Фристайл                | 2                       | 0                       | 2                       | 4                       |
| Ковзанярський спорт     | 2                       | 0                       | 0                       | 2                       |
| Біатлон                 | 1                       | 3                       | 0                       | 4                       |
| Лижні перегони          | 1                       | 2                       | 1                       | 4                       |
| Керлінг                 | 1                       | 0                       | 2                       | 3                       |
| Гірськолижний спорт     | 1                       | 0                       | 0                       | 1                       |
| Загалом                 | 8                       | 5                       | 5                       | 18                      |

| Медалі за датою | Медалі за датою | Медалі за датою | Медалі за датою | Медалі за датою | Медалі за датою |
| --------------- | --------------- | --------------- | --------------- | --------------- | --------------- |
| День            | Дата            | 1               | 2               | 3               | Загалом         |
| 2-й день        | 5 лютого        | 1               | 0               | 0               | 1               |
| 3-й день        | 6 лютого        | 1               | 0               | 0               | 1               |
| 4-й день        | 7 лютого        | 1               | 0               | 0               | 1               |
| 5-й день        | 8 лютого        | 1               | 1               | 1               | 3               |
| 6-й день        | 9 лютого        | 0               | 0               | 1               | 1               |
| 7-й день        | 10 лютого       | 0               | 0               | 0               | 0               |
| 8-й день        | 11 лютого       | 1               | 1               | 0               | 2               |
| 9-й день        | 12 лютого       | 0               | 0               | 1               | 1               |
| 10-й день       | 13 лютого       | 0               | 1               | 0               | 1               |
| 11-й день       | 14 лютого       | 0               | 0               | 0               | 0               |
| 12-й день       | 15 лютого       | 0               | 0               | 0               | 0               |
| 13-й день       | 16 лютого       | 1               | 1               | 1               | 3               |
| 14-й день       | 17 лютого       | 1               | 0               | 0               | 1               |
| 15-й день       | 18 лютого       | 0               | 1               | 0               | 1               |
| 16-й день       | 19 лютого       | 1               | 0               | 1               | 2               |
| 17-й день       | 20 лютого       | 0               | 0               | 0               | 0               |
| Загалом         | Загалом         | 8               | 5               | 5               | 18              |

| Медалі за статтю | Медалі за статтю | Медалі за статтю | Медалі за статтю | Медалі за статтю |
| ---------------- | ---------------- | ---------------- | ---------------- | ---------------- |
| Стать            | 1                | 2                | 3                | Загалом          |
| Male             | 4                | 1                | 2                | 7                |
| Female           | 4                | 4                | 2                | 10               |
| Mixed            | 0                | 0                | 1                | 1                |
| Загалом          | 8                | 5                | 5                | 18               |

| Багаторазові медалісти | Багаторазові медалісти | Багаторазові медалісти | Багаторазові медалісти | Багаторазові медалісти | Багаторазові медалісти | Багаторазові медалісти |
| ---------------------- | ---------------------- | ---------------------- | ---------------------- | ---------------------- | ---------------------- | ---------------------- |
| Ім'я                   | Вид спорту             | 1                      | 2                      | 3                      | Загалом                |                        |
| Нільс ван дер Пул      | Ковзанярський спорт    | 2                      | 0                      | 0                      | 2                      |                        |
| Ельвіра Карін Еберг    | Біатлон                | 1                      | 2                      | 0                      | 3                      |                        |
| Йонна Сундлінг         | Лижні перегони         | 1                      | 1                      | 1                      | 3                      |                        |
| Оскар Ерікссон         | Керлінг                | 1                      | 0                      | 1                      | 2                      |                        |
| Мая Дальквіст          | Лижні перегони         | 0                      | 2                      | 1                      | 3                      |                        |

## Спортсмени
Кількість спортсменів, що взяли участь в Іграх, за видами спорту.
| Вид спорту          | Чоловіки | Жінки | Загалом |
| ------------------- | -------- | ----- | ------- |
| Гірськолижний спорт | 2        | 6     | 8       |
| Біатлон             | 5        | 6     | 11      |
| Лижні перегони      | 8        | 8     | 16      |
| Керлінг             | 5        | 6     | 11      |
| Фігурне катання     | 1        | 1     | 2       |
| Фристайл            | 12       | 2     | 14      |
| Санний спорт        | 1        | 1     | 2       |
| Хокей               | 25       | 23    | 48      |
| Стрибки з трампліна | 0        | 1     | 1       |
| Сноубординг         | 2        | 0     | 2       |
| Ковзанярський спорт | 1        | 0     | 1       |
| Загалом             | 62       | 54    | 116     |

Керлінгіст Оскар Ерікссон узяв участь і в змаганнях чоловіків, і в змаганнях змішаних пар.

## Гірськолижний спорт
НОК Швеції вибрав таких представників країни: Ганна Аронссон Ельфман, Ельза Фермбек, Крістоффер Якобсен, Сара Гектор, Гільма Левблом, Маттіас Реннгрен, Анна Свенн-Ларссон і Шарлотта Сефвенберґ.
Чоловіки
| Спортсмен          | Дисципліна         | 1-й спуск | 1-й спуск | 2-й спуск   | 2-й спуск   | Сума        | Сума        |
| Спортсмен          | Дисципліна         | Час       | Місце     | Час         | Місце       | Час         | Місце       |
| ------------------ | ------------------ | --------- | --------- | ----------- | ----------- | ----------- | ----------- |
| Крістоффер Якобсен | Слалом             | НФ        | НФ        | Не потрапив | Не потрапив | Не потрапив | Не потрапив |
| Маттіас Реннгрен   | Гігантський слалом | 1:04.48   | 13        | НФ          | НФ          | НФ          | НФ          |

Жінки
| Спортсменка            | Дисципліна         | 1-й спуск | 1-й спуск | 2-й спуск | 2-й спуск | Сума    | Сума  |
| Спортсменка            | Дисципліна         | Час       | Місце     | Час       | Місце     | Час     | Місце |
| ---------------------- | ------------------ | --------- | --------- | --------- | --------- | ------- | ----- |
| Ганна Аронссон Ельфман | Гігантський слалом | 1:00.19   | 22        | НФ        | НФ        | НФ      | НФ    |
| Сара Гектор            | Гігантський слалом | 57.56     | 1         | 58.13     | 8         | 1:55.69 | 1     |
| Гільма Левблом         | Гігантський слалом | 1:01.18   | 27        | НФ        | НФ        | НФ      | НФ    |
| Ельза Фермбек          | Слалом             | 55.26     | 28        | 54.07     | 27        | 1:49.33 | 28    |
| Сара Гектор            | Слалом             | 52.29     | 3         | НФ        | НФ        | НФ      | НФ    |
| Шарлотта Сефвенберґ    | Слалом             | 55.25     | 27        | 53.45     | 21        | 1:48.70 | 24    |
| Анна Свенн-Ларссон     | Слалом             | 53.44     | 11        | 52.87     | 6         | 1:46.31 | 9     |

Змішані
| Спортсмени                                                                | Дисципліна | 1/8 фіналу         | Чвертьфінали       | Півфінали          | Фінал / БМ         | Фінал / БМ |
| Спортсмени                                                                | Дисципліна | Суперник Результат | Суперник Результат | Суперник Результат | Суперник Результат | Місце      |
| ------------------------------------------------------------------------- | ---------- | ------------------ | ------------------ | ------------------ | ------------------ | ---------- |
| Гільма Левблом Крістоффер Якобсен Маттіас Реннгрен Ганна Аронссон Ельфман | Команди    | Німеччина · L 1–3  | Не потрапили       | Не потрапили       | Не потрапили       | 13         |

## Біатлон
Від Швеції на Ігри кваліфікувалися п'ять біатлоністів і шість біатлоністок. НОК Швеції використав усі квотні місця й вибрав представниками країни 9 спортсменів, наведених нижче, а також Стіну Нільссен і Мальте Стефанссона, які не стартували в жодній дисципліні.
Чоловіки
| Спортсмен                                                         | Дисципліна              | Час       | Хиби           | Місце |
| ----------------------------------------------------------------- | ----------------------- | --------- | -------------- | ----- |
| Пеппе Фемлінг                                                     | Індивідуальні перегони  | 53:43.6   | 2 (1+0+0+1)    | 40    |
| Пеппе Фемлінг                                                     | Спринт                  | 26:58.5   | 3 (2+1)        | 64    |
| Єспер Нелін                                                       | Індивідуальні перегони  | 55:49.7   | 5 (0+2+0+3)    | 64    |
| Єспер Нелін                                                       | Спринт                  | 26:43.6   | 4 (3+1)        | 55    |
| Єспер Нелін                                                       | Перегони переслідування | 44:02.3   | 4 (1+0+1+2)    | 31    |
| Мартін Понсілуома                                                 | Індивідуальні перегони  | 51:16.8   | 3 (2+0+0+1)    | 12    |
| Мартін Понсілуома                                                 | Спринт                  | 24:54.1   | 2 (0+2)        | 6     |
| Мартін Понсілуома                                                 | Перегони переслідування | 42:27.0   | 9 (2+3+4+0)    | 11    |
| Мартін Понсілуома                                                 | Масстарт                | 38:54.7   | 2 (1+0+0+1)    | 2     |
| Себастьян Самуельссон                                             | Індивідуальні перегони  | 52:51.7   | 3 (1+1+1+0)    | 30    |
| Себастьян Самуельссон                                             | Спринт                  | 24:52.4   | 1 (1+0)        | 5     |
| Себастьян Самуельссон                                             | Перегони переслідування | 42:10.2   | 5 (1+2+2+0)    | 8     |
| Себастьян Самуельссон                                             | Масстарт                | 41:01.0   | 4 (0+0+1+3)    | 11    |
| Пеппе Фемлінг Єспер Нелін Мартін Понсілуома Себастьян Самуельссон | Естафета                | 1:21:39.6 | 1+13 (1+7 0+6) | 5     |

Жінки
| Спортсменка                                                | Дисципліна              | Час       | Хиби          | Місце |
| ---------------------------------------------------------- | ----------------------- | --------- | ------------- | ----- |
| Мона Брорссон                                              | Індивідуальні перегони  | 45:43.1   | 1 (1+0+0+0)   | 12    |
| Мона Брорссон                                              | Масстарт                | 43:37.4   | 6 (2+1+2+1)   | 21    |
| Анна Магнуссон                                             | Спринт                  | 21:50.2   | 0 (0+0)       | 7     |
| Анна Магнуссон                                             | Перегони переслідування | 40:59.9   | 6 (1+3+0+2)   | 46    |
| Лінн Перссон                                               | Індивідуальні перегони  | 46:22.3   | 2 (0+0+1+1)   | 15    |
| Лінн Перссон                                               | Спринт                  | 21:50.2   | 1 (0+1)       | 12    |
| Лінн Перссон                                               | Перегони переслідування | 36:54.1   | 2 (0+0+1+1)   | 5     |
| Лінн Перссон                                               | Масстарт                | 43:46.6   | 8 (0+2+3+3)   | 24    |
| Ельвіра Карін Еберг                                        | Індивідуальні перегони  | 45:55.2   | 3 (0+1+2+0)   | 13    |
| Ельвіра Карін Еберг                                        | Спринт                  | 38:54.7   | 2 (1+0+0+1)   | 2     |
| Ельвіра Карін Еберг                                        | Перегони переслідування | 36:23.4   | 3 (0+1+2+0)   | 2     |
| Ельвіра Карін Еберг                                        | Масстарт                | 41:55.7   | 4 (1+0+0+3)   | 9     |
| Ганна Еберг                                                | Індивідуальні перегони  | 46:35.8   | 3 (0+2+0+1)   | 16    |
| Ганна Еберг                                                | Спринт                  | 22:19.1   | 3 (1+2)       | 19    |
| Ганна Еберг                                                | Перегони переслідування | 38:11.3   | 6 (1+0+3+2)   | 18    |
| Ганна Еберг                                                | Масстарт                | 44:03.2   | 7 (0+3+1+3)   | 25    |
| Лінн Перссон Мона Брорссон Ганна Еберг Ельвіра Карін Еберг | Естафета                | 1:11:03.9 | 0+6 (0+1 0+5) | 1     |

Змішані
| Спортсмени                                                              | Дисципліна | Час       | Хиби           | Місце |
| ----------------------------------------------------------------------- | ---------- | --------- | -------------- | ----- |
| Ганна Еберг Ельвіра Карін Еберг Мартін Понсілуома Себастьян Самуельссон | Естафета   | 1:07:26.6 | 0+13 (0+7 0+6) | 4     |

## Лижні перегони
Від Швеції на Ігри кваліфікувалися 8 лижників і 8 лижниць, а також чотири команди. НОК Швеції вибрав представниками країни таких спортсменів:
Дистанційні перегони
Чоловіки
| Спортсмен                                               | Дисципліна             | Класичний стиль | Класичний стиль | Вільний стиль | Вільний стиль | Загалом   | Загалом     | Загалом |
| Спортсмен                                               | Дисципліна             | Час             | Місце           | Час           | Місце         | Час       | Відставання | Місце   |
| ------------------------------------------------------- | ---------------------- | --------------- | --------------- | ------------- | ------------- | --------- | ----------- | ------- |
| Єнс Бурман                                              | 15 км класичним стилем | Н/Д             | Н/Д             | Н/Д           | Н/Д           | 39:26.8   | +1:32.0     | 8       |
| Єнс Бурман                                              | 30 км скіатлон         | 41:20.0         | 23              | 39:50.4       | 25            | 1:21:43.3 | +5:33.5     | 24      |
| Єнс Бурман                                              | 50 км вільним стилем   | Н/Д             | Н/Д             | Н/Д           | Н/Д           | 1:14:22.3 | +2:49.6     | 16      |
| Калле Гальварссон                                       | 15 км класичним стилем | Н/Д             | Н/Д             | Н/Д           | Н/Д           | 40:46.8   | +2:52.0     | 26      |
| Калле Гальварссон                                       | 30 км скіатлон         | 41:18.8         | 21              | 41:03.0       | =34           | 1:22:56.3 | +6:46.5     | 30      |
| Калле Гальварссон                                       | 50 км вільним стилем   | Н/Д             | Н/Д             | Н/Д           | Н/Д           | 1:16:47.6 | +5:14.9     | 38      |
| Юган Геґґстрем                                          | 15 км класичним стилем | Н/Д             | Н/Д             | Н/Д           | Н/Д           | 40:30.9   | +2:36.1     | 21      |
| Лео Юганссон                                            | 30 км скіатлон         | 43:21.9         | 46              | 41:03.0       | =34           | 1:24:59.6 | +8:49.8     | 37      |
| Лео Юганссон                                            | 50 км вільним стилем   | Н/Д             | Н/Д             | Н/Д           | Н/Д           | 1:17:16.5 | +5:43.8     | 39      |
| Вільям Поромаа                                          | 15 км класичним стилем | Н/Д             | Н/Д             | Н/Д           | Н/Д           | 39:42.5   | +1:47.7     | 10      |
| Вільям Поромаа                                          | 30 км скіатлон         | 40:13.9         | 8               | 38:18.3       | 3             | 1:19:03.7 | +2:53.9     | 6       |
| Вільям Поромаа                                          | 50 км вільним стилем   | Н/Д             | Н/Д             | Н/Д           | Н/Д           | 1:12:29.1 | +56.4       | 9       |
| Оскар Свенссон Вільям Поромаа Єнс Бурман Юган Геґґстрем | Естафета 4×10 км       | Н/Д             | Н/Д             | Н/Д           | Н/Д           | 1:57:00.4 | +2:09.7     | 4       |

Жінки
| Спортсменка                                                | Дисципліна             | Класичний стиль | Класичний стиль | Вільний стиль | Вільний стиль | Загалом   | Загалом     | Загалом |
| Спортсменка                                                | Дисципліна             | Час             | Місце           | Час           | Місце         | Час       | Відставання | Місце   |
| ---------------------------------------------------------- | ---------------------- | --------------- | --------------- | ------------- | ------------- | --------- | ----------- | ------- |
| Ебба Андерссон                                             | 10 км класичним стилем | Н/Д             | Н/Д             | Н/Д           | Н/Д           | 28:57.2   | +50.9       | 6       |
| Ебба Андерссон                                             | 15 км скіатлон         | 22:40.5         | 6               | 22:24.3       | 11            | 45:41.3   | +1:27.6     | 10      |
| Ебба Андерссон                                             | 30 км вільним стилем   | Н/Д             | Н/Д             | Н/Д           | Н/Д           | 1:27:35.5 | +2:41.5     | 8       |
| Шарлотта Калла                                             | 10 км класичним стилем | Н/Д             | Н/Д             | Н/Д           | Н/Д           | 30:07.6   | +2:01.3     | 20      |
| Шарлотта Калла                                             | 15 км скіатлон         | 24:21.9         | 23              | 22:52.7       | 17            | 47:53.8   | +3:40.1     | 19      |
| Шарлотта Калла                                             | 30 км вільним стилем   | Н/Д             | Н/Д             | Н/Д           | Н/Д           | 1:34:45.4 | +9:51.4     | 35      |
| Фріда Карлссон                                             | 10 км класичним стилем | Н/Д             | Н/Д             | Н/Д           | Н/Д           | 2 29:28.0 | +1:21.7     | 12      |
| Фріда Карлссон                                             | 15 км скіатлон         | 22:32.4         | 3               | 21:47.2       | 8             | 44:56.2   | +42.5       | 5       |
| Моа Ульссон                                                | 15 км скіатлон         | 25:05.0         | 39              | 24:31.2       | 49            | 50:12.8   | +5:59.1     | 45      |
| Емма Рібом                                                 | 10 км класичним стилем | Н/Д             | Н/Д             | Н/Д           | Н/Д           | 30:05.8   | +1:59.5     | 19      |
| Емма Рібом                                                 | 30 км вільним стилем   | Н/Д             | Н/Д             | Н/Д           | Н/Д           | 1:32:27.8 | +7:33.8     | 29      |
| Йонна Сундлінг                                             | 30 км вільним стилем   | Н/Д             | Н/Д             | Н/Д           | Н/Д           | 1:27:29.4 | +2:35.4     | 4       |
| Мая Дальквіст Ебба Андерссон Фріда Карлссон Йонна Сундлінг | естафета 4×5 км        | Н/Д             | Н/Д             | Н/Д           | Н/Д           | 54:01.7   | +20.7       | 3       |

Спринт
Чоловіки
| Спортсмен                     | Дисципліна       | Кваліфікація | Кваліфікація | Чвертьфінал | Чвертьфінал | Півфінал    | Півфінал    | Фінал       | Фінал |
| Спортсмен                     | Дисципліна       | Час          | Місце        | Час         | Місце       | Час         | Місце       | Час         | Місце |
| ----------------------------- | ---------------- | ------------ | ------------ | ----------- | ----------- | ----------- | ----------- | ----------- | ----- |
| Маркус Ґрате                  | Спринт           | 2:52.14      | 18 Q         | 2:53.71     | 3           | Не потрапив | Не потрапив | Не потрапив | 16    |
| Юган Геґґстрем                | Спринт           | 2:50.61      | 8 Q          | 2:58.01     | 3           | Не потрапив | Не потрапив | Не потрапив | 13    |
| Антон Перссон                 | Спринт           | 2:53.71      | 27 Q         | 2:53.35     | 5           | Не потрапив | Не потрапив | Не потрапив | 24    |
| Оскар Свенссон                | Спринт           | 2:52.07      | 17 Q         | 2:52.26     | 3 q         | 2:51.22     | 3 q         | 3:04.23     | 6     |
| Вільям Поромаа Оскар Свенссон | Командний спринт | Н/Д          | Н/Д          | Н/Д         | Н/Д         | 20:07.57    | 2 Q         | 19:38.05    | 4     |

Жінки
| Спортсменка                  | Дисципліна       | Кваліфікація | Кваліфікація | Чвертьфінал | Чвертьфінал | Півфінал     | Півфінал     | Фінал        | Фінал |
| Спортсменка                  | Дисципліна       | Час          | Місце        | Час         | Місце       | Час          | Місце        | Час          | Місце |
| ---------------------------- | ---------------- | ------------ | ------------ | ----------- | ----------- | ------------ | ------------ | ------------ | ----- |
| Мая Дальквіст                | Спринт           | 3:18.05      | 6 Q          | 3:21.03     | 1 Q         | 3:12.94      | 3 q          | 3:12.56      | 2     |
| Анна Дювік                   | Спринт           | 3:19.15      | 9 Q          | 3:19.00     | 4           | Не потрапила | Не потрапила | Не потрапила | 17    |
| Емма Рібом                   | Спринт           | 3:19.99      | 11 Q         | 3:18.44     | 2 Q         | 3:15.22      | 1 Q          | 3:20.79      | 6     |
| Йонна Сундлінг               | Спринт           | 3:09.03      | 1 Q          | 3:15.48     | 1 Q         | 3:11.94      | 1 Q          | 3:09.68      | 1     |
| Мая Дальквіст Йонна Сундлінг | Командний спринт | Н/Д          | Н/Д          | Н/Д         | Н/Д         | 23:01.40     | 3 Q          | 22:10.02     | 2     |

Юганна Гаґстрем - резервістка, що залишилася вдома. Лінн Сван спочатку теж обрали до складу, але потім усунули через травму.

## Керлінг
Підсумок
| Збірна                                                                        | Дисципліна          | Груповий етап               | Груповий етап               | Груповий етап      | Груповий етап         | Груповий етап        | Груповий етап                      | Груповий етап      | Груповий етап                      | Груповий етап              | Груповий етап | Півфінал                      | Фінал / БМ                  | Фінал / БМ |
| Збірна                                                                        | Дисципліна          | Суперник Рахунок            | Суперник Рахунок            | Суперник Рахунок   | Суперник Рахунок      | Суперник Рахунок     | Суперник Рахунок                   | Суперник Рахунок   | Суперник Рахунок                   | Суперник Рахунок           | Місце         | Суперник Рахунок              | Суперник Рахунок            | Місце      |
| ----------------------------------------------------------------------------- | ------------------- | --------------------------- | --------------------------- | ------------------ | --------------------- | -------------------- | ---------------------------------- | ------------------ | ---------------------------------- | -------------------------- | ------------- | ----------------------------- | --------------------------- | ---------- |
| Ніклас Едін Оскар Ерікссон Расмус Врано Христоффер Сундгрен Даніель Маґнуссон | Чоловічий турнір    | Китай (CHN) W 6–4           | США (USA) W 7–4             | Італія (ITA) W 9–3 | Канада (CAN) W 7–4    | Норвегія (NOR) W 6–4 | Олімпійський комітет Росії · W 7–5 | Данія (DEN) W 8–3  | Велика Британія (GBR) L 6–7        | Швейцарія (SUI) L 8–10     | 2 Q           | Канада (CAN) W 5–3            | Велика Британія (GBR) W 5–4 | 1          |
| Анна Гассельборг Сара Макманус Агнес Кнохенгауер Софія Мабергс Юганна Гельдін | Жіночий турнір      | Японія (JPN) W 8–5          | Велика Британія (GBR) L 2–8 | Канада (CAN) W 7–6 | Китай (CHN) L 6–9     | США (USA) W 10–4     | Швейцарія (SUI) W 6–5              | Данія (DEN) W 9–3  | Олімпійський комітет Росії · W 8–5 | Південна Корея (KOR) W 8–4 | 2 Q           | Велика Британія (GBR) L 11–12 | Швейцарія (SUI) W 9–7       | 3          |
| Альміда де Валь Оскар Ерікссон                                                | Турнір змішаних пар | Велика Британія (GBR) L 5–9 | Чехія (CZE) W 7–4           | Китай (CHN) W 7–6  | Австралія (AUS) W 7–6 | США (USA) L 7–8      | Швейцарія (SUI) W 6–1              | Канада (CAN) W 6–2 | Норвегія (NOR) L 2–6               | Італія (ITA) L 8–12        | 4 Q           | Італія (ITA) L 1–8            | Велика Британія (GBR) W 9–3 | 3          |

### Чоловічий турнір
Шведська збірна (п'ять спортсменів) кваліфікувалася на Ігри завдяки потраплянню до першої шістки на Чемпіонаті світу 2021 року. 4 червня 2021 року НОК Швеції оголосив, що країну представлятиме команда Нікласа Едіна.
Після 12-ї сесії
| Легенда | Легенда             |
| ------- | ------------------- |
|         | Потрапили до плейоф |

| Країна                     | Скіп             | В | П | В–П      | КЗ | КП | ВЕ | ПЕ | ОЕ | ВЕ | ККД | DSC   |
| -------------------------- | ---------------- | - | - | -------- | -- | -- | -- | -- | -- | -- | --- | ----- |
| Велика Британія            | Брюс Моует       | 8 | 1 | –        | 63 | 44 | 39 | 31 | 5  | 10 | 88% | 18.81 |
| Швеція                     | Ніклас Едін      | 7 | 2 | –        | 64 | 44 | 43 | 30 | 10 | 11 | 86% | 14.02 |
| Канада                     | Бред Ґушу        | 5 | 4 | 1–0      | 58 | 50 | 34 | 38 | 7  | 7  | 84% | 26.49 |
| США                        | Джон Шустер      | 5 | 4 | 0–1      | 56 | 61 | 35 | 41 | 4  | 5  | 83% | 32.29 |
| Китай                      | Ма Сююе          | 4 | 5 | 2–1; 1–0 | 59 | 62 | 39 | 36 | 6  | 4  | 85% | 23.55 |
| Норвегія                   | Стеффен Вальстад | 4 | 5 | 2–1; 0–1 | 58 | 53 | 40 | 36 | 0  | 11 | 84% | 20.96 |
| Швейцарія                  | Петер де Круз    | 4 | 5 | 1–2; 1–0 | 51 | 54 | 33 | 38 | 13 | 3  | 84% | 15.74 |
| Олімпійський комітет Росії | Сергій Глухов    | 4 | 5 | 1–2; 0–1 | 58 | 58 | 33 | 38 | 6  | 6  | 81% | 33.72 |
| Італія                     | Жоель Реторна    | 3 | 6 | –        | 59 | 65 | 36 | 35 | 3  | 8  | 82% | 30.76 |
| Данія                      | Міккель Краусе   | 1 | 8 | –        | 36 | 71 | 30 | 39 | 3  | 2  | 78% | 32.84 |

Коловий турнір
Швеція пропускала 4-ту, 7-му і 11-ту сесії.
| Майданчик D   | 1 | 2 | 3 | 4 | 5 | 6 | 7 | 8 | 9 | 10 | Загалом |
| Китай (Ма)    | 0 | 0 | 0 | 0 | 1 | 1 | 0 | 2 | 0 | 0  | 4       |
| Швеція (Едін) | 0 | 0 | 1 | 2 | 0 | 0 | 2 | 0 | 0 | 1  | 6       |

| Майданчик A   | 1 | 2 | 3 | 4 | 5 | 6 | 7 | 8 | 9 | 10 | Загалом |
| США (Шустер)  | 1 | 0 | 1 | 0 | 0 | 2 | 0 | 0 | 0 | X  | 4       |
| Швеція (Едін) | 0 | 2 | 0 | 2 | 1 | 0 | 1 | 1 | 0 | X  | 7       |

| Майданчик C      | 1 | 2 | 3 | 4 | 5 | 6 | 7 | 8 | 9 | 10 | Загалом |
| Швеція (Едін)    | 0 | 1 | 0 | 2 | 0 | 3 | 0 | 3 | X | X  | 9       |
| Італія (Реторна) | 0 | 0 | 1 | 0 | 1 | 0 | 1 | 0 | X | X  | 3       |

| Майданчик B   | 1 | 2 | 3 | 4 | 5 | 6 | 7 | 8 | 9 | 10 | Загалом |
| Канада (Ґушу) | 0 | 0 | 0 | 0 | 2 | 0 | 0 | 2 | 0 | 0  | 4       |
| Швеція (Едін) | 0 | 1 | 0 | 1 | 0 | 2 | 1 | 0 | 1 | 1  | 7       |

| Майданчик A         | 1 | 2 | 3 | 4 | 5 | 6 | 7 | 8 | 9 | 10 | Загалом |
| Норвегія (Вальстад) | 0 | 0 | 1 | 1 | 0 | 1 | 0 | 1 | 0 | 0  | 4       |
| Швеція (Едін)       | 0 | 1 | 0 | 0 | 0 | 0 | 2 | 0 | 1 | 2  | 6       |

| Майданчик C                         | 1 | 2 | 3 | 4 | 5 | 6 | 7 | 8 | 9 | 10 | Загалом |
| Олімпійський комітет Росії (Глухов) | 0 | 1 | 0 | 0 | 0 | 2 | 0 | 2 | 0 | 0  | 5       |
| Швеція (Едін)                       | 1 | 0 | 0 | 2 | 1 | 0 | 2 | 0 | 0 | 1  | 7       |

| Майданчик D    | 1 | 2 | 3 | 4 | 5 | 6 | 7 | 8 | 9 | 10 | Загалом |
| Швеція (Едін)  | 0 | 1 | 0 | 1 | 0 | 3 | 0 | 2 | 1 | X  | 8       |
| Данія (Краусе) | 0 | 0 | 1 | 0 | 1 | 0 | 1 | 0 | 0 | X  | 3       |

| Майданчик A             | 1 | 2 | 3 | 4 | 5 | 6 | 7 | 8 | 9 | 10 | Загалом |
| Швеція (Едін)           | 0 | 0 | 1 | 0 | 1 | 0 | 1 | 0 | 2 | 1  | 6       |
| Велика Британія (Моует) | 1 | 2 | 0 | 1 | 0 | 1 | 0 | 2 | 0 | 0  | 7       |

| Майданчик B         | 1 | 2 | 3 | 4 | 5 | 6 | 7 | 8 | 9 | 10 | Загалом |
| Швеція (Едін)       | 3 | 0 | 0 | 2 | 0 | 1 | 1 | 0 | 1 | 0  | 8       |
| Швейцарія (де Круз) | 0 | 0 | 2 | 0 | 3 | 0 | 0 | 2 | 0 | 3  | 10      |

Півфінал
Четвер, 17 лютого, 20:05
| Майданчик A   | 1 | 2 | 3 | 4 | 5 | 6 | 7 | 8 | 9 | 10 | Загалом |
| Швеція (Едін) | 0 | 1 | 0 | 2 | 0 | 0 | 0 | 1 | 0 | 1  | 5       |
| Канада (Ґушу) | 0 | 0 | 1 | 0 | 2 | 0 | 0 | 0 | 0 | 0  | 3       |

Фінал
Субота, 19 лютого, 14:05
| Майданчик B             | 1 | 2 | 3 | 4 | 5 | 6 | 7 | 8 | 9 | 10 | 11 | Загалом |
| Велика Британія (Моует) | 1 | 0 | 0 | 1 | 0 | 0 | 1 | 0 | 0 | 1  | 0  | 4       |
| Швеція (Едін)           | 0 | 2 | 1 | 0 | 0 | 0 | 0 | 1 | 0 | 0  | 1  | 5       |

### Жіночий турнір
Шведська збірна (п'ять спортсменок) кваліфікувалася на Ігри завдяки потраплянню до першої шістки на Чемпіонаті світу 2021 року. 4 червня 2021 року НОК Швеції оголосив, що країну представлятиме команда Анни Гассельборг.
Після 12-ї сесії
| Легенда | Легенда             |
| ------- | ------------------- |
|         | Потрапили до плейоф |

| Країна                     | Скіп               | В | П | В–П | КЗ | КП | ВЕ | ПЕ | ОЕ | ВЕ | ККД   | DSC   |
| -------------------------- | ------------------ | - | - | --- | -- | -- | -- | -- | -- | -- | ----- | ----- |
| Швейцарія                  | Сільвана Тірінзоні | 8 | 1 | –   | 67 | 46 | 44 | 36 | 4  | 12 | 81.6% | 19.14 |
| Швеція                     | Анна Гассельборг   | 7 | 2 | –   | 64 | 49 | 39 | 35 | 6  | 12 | 82.0% | 25.02 |
| Велика Британія            | Ів Мюргед          | 5 | 4 | 1–1 | 63 | 47 | 39 | 33 | 4  | 9  | 80.6% | 35.27 |
| Японія                     | Сацукі Фудзісава   | 5 | 4 | 1–1 | 64 | 62 | 40 | 36 | 2  | 13 | 82.3% | 36.00 |
| Канада                     | Дженніфер Джонс    | 5 | 4 | 1–1 | 71 | 59 | 42 | 41 | 1  | 14 | 80.4% | 45.44 |
| США                        | Табіта Пітерсон    | 4 | 5 | 2–0 | 60 | 64 | 40 | 39 | 2  | 12 | 79.5% | 33.87 |
| Китай                      | Хань Юй            | 4 | 5 | 1–1 | 56 | 67 | 38 | 41 | 3  | 10 | 79.6% | 30.06 |
| Південна Корея             | Кім Ин Джон        | 4 | 5 | 0–2 | 62 | 66 | 40 | 42 | 3  | 10 | 80.8% | 27.79 |
| Данія                      | Мадлен Дюпон       | 2 | 7 | –   | 50 | 68 | 33 | 41 | 7  | 0  | 77.2% | 23.36 |
| Олімпійський комітет Росії | Аліна Ковальова    | 1 | 8 | –   | 50 | 79 | 34 | 45 | 2  | 7  | 78.9% | 29.34 |

Коловий турнір
Швеція пропускала 3-тю, 7-му і 10-ту сесії.
| Майданчик C          | 1 | 2 | 3 | 4 | 5 | 6 | 7 | 8 | 9 | 10 | Загалом |
| Швеція (Гассельборґ) | 0 | 1 | 0 | 0 | 1 | 3 | 0 | 3 | 0 | X  | 8       |
| Японія (Фудзісава)   | 0 | 0 | 2 | 1 | 0 | 0 | 1 | 0 | 1 | X  | 5       |

| Майданчик B              | 1 | 2 | 3 | 4 | 5 | 6 | 7 | 8 | 9 | 10 | Загалом |
| Швеція (Гассельборґ)     | 0 | 0 | 1 | 0 | 0 | 1 | 0 | X | X | X  | 2       |
| Велика Британія (Мюргед) | 0 | 1 | 0 | 4 | 1 | 0 | 2 | X | X | X  | 8       |

| Майданчик A          | 1 | 2 | 3 | 4 | 5 | 6 | 7 | 8 | 9 | 10 | Загалом |
| Швеція (Гассельборґ) | 0 | 0 | 2 | 0 | 3 | 0 | 1 | 0 | 1 | 0  | 7       |
| Канада (Джонс)       | 1 | 0 | 0 | 1 | 0 | 1 | 0 | 2 | 0 | 1  | 6       |

| Майданчик D          | 1 | 2 | 3 | 4 | 5 | 6 | 7 | 8 | 9 | 10 | Загалом |
| Швеція (Гассельборґ) | 0 | 0 | 2 | 0 | 0 | 2 | 2 | 0 | 0 | X  | 6       |
| Китай (Хань)         | 0 | 3 | 0 | 1 | 2 | 0 | 0 | 2 | 1 | X  | 9       |

| Майданчик B          | 1 | 2 | 3 | 4 | 5 | 6 | 7 | 8 | 9 | 10 | Загалом |
| США (Пітерсон)       | 0 | 0 | 2 | 1 | 0 | 0 | 1 | 0 | 0 | X  | 4       |
| Швеція (Гассельборґ) | 0 | 2 | 0 | 0 | 1 | 2 | 0 | 2 | 3 | X  | 10      |

| Майданчик A           | 1 | 2 | 3 | 4 | 5 | 6 | 7 | 8 | 9 | 10 | 11 | Загалом |
| Швейцарія (Тірінзоні) | 1 | 0 | 0 | 1 | 0 | 0 | 0 | 2 | 0 | 1  | 0  | 5       |
| Швеція (Гассельборґ)  | 0 | 0 | 1 | 0 | 1 | 1 | 1 | 0 | 1 | 0  | 1  | 6       |

| Майданчик B          | 1 | 2 | 3 | 4 | 5 | 6 | 7 | 8 | 9 | 10 | Загалом |
| Швеція (Гассельборґ) | 0 | 2 | 3 | 0 | 3 | 0 | 1 | X | X | X  | 9       |
| Данія (Дюпон)        | 1 | 0 | 0 | 1 | 0 | 1 | 0 | X | X | X  | 3       |

| Майданчик C                            | 1 | 2 | 3 | 4 | 5 | 6 | 7 | 8 | 9 | 10 | Загалом |
| Олімпійський комітет Росії (Ковальова) | 2 | 1 | 0 | 1 | 0 | 0 | 1 | 0 | 0 | 0  | 5       |
| Швеція (Гассельборґ)                   | 0 | 0 | 2 | 0 | 1 | 1 | 0 | 2 | 0 | 2  | 8       |

| Майданчик D          | 1 | 2 | 3 | 4 | 5 | 6 | 7 | 8 | 9 | 10 | Загалом |
| Південна Корея (Кім) | 0 | 2 | 0 | 1 | 0 | 0 | 1 | 0 | 0 | 0  | 4       |
| Швеція (Гассельборґ) | 0 | 0 | 1 | 0 | 1 | 1 | 0 | 2 | 1 | 2  | 8       |

Півфінал
П'ятниця, 18 лютого, 20:05
| Майданчик A              | 1 | 2 | 3 | 4 | 5 | 6 | 7 | 8 | 9 | 10 | 11 | Загалом |
| Швеція (Гассельборґ)     | 4 | 0 | 1 | 0 | 0 | 2 | 0 | 1 | 0 | 3  | 0  | 11      |
| Велика Британія (Мюргед) | 0 | 3 | 0 | 1 | 1 | 0 | 2 | 0 | 4 | 0  | 1  | 12      |

Bronze medal game
Субота, 19 лютого, 20:05
| Майданчик             | 1 | 2 | 3 | 4 | 5 | 6 | 7 | 8 | 9 | 10 | Загалом |
| Швейцарія (Тірінзоні) | 0 | 1 | 0 | 0 | 1 | 0 | 2 | 0 | 3 | 0  | 7       |
| Швеція (Гассельборґ)  | 1 | 0 | 0 | 2 | 0 | 3 | 0 | 2 | 0 | 1  | 9       |

### Турнір змішаних пар
Шведська змішана пара (спортсмен і спортсменка) кваліфікувалася на Ігри завдяки потраплянню до першої сімки на Чемпіонаті світу 2021 року. 4 червня 2021 року НОК Швеції оголосив, що країну представлятимуть Альміда де Валь і Оскар Ерікссон.
Підсумкове положення в коловому турнірі.
| Легенда | Легенда             |
| ------- | ------------------- |
|         | Потрапили до плейоф |

| Країна          | Спортсмени                            | В | П | В–П | КЗ | КП | ВЕ | ПЕ | ОЕ | ВЕ | ККД | DSC   |
| --------------- | ------------------------------------- | - | - | --- | -- | -- | -- | -- | -- | -- | --- | ----- |
| Італія          | Стефанія Константіні / Амос Мозанер   | 9 | 0 | –   | 79 | 48 | 43 | 28 | 0  | 17 | 79% | 25.34 |
| Норвегія        | Крістін Скаслієн / Магнус Недреготтен | 6 | 3 | 1–0 | 68 | 50 | 40 | 28 | 0  | 15 | 82% | 24.48 |
| Велика Британія | Дженніфер Доддс / Брюс Моует          | 6 | 3 | 0–1 | 60 | 50 | 38 | 33 | 0  | 12 | 79% | 22.48 |
| Швеція          | Альміда де Валь / Оскар Ерікссон      | 5 | 4 | 1–0 | 55 | 54 | 35 | 33 | 0  | 10 | 76% | 21.77 |
| Канада          | Рейчел Гомен / Джон Морріс            | 5 | 4 | 0–1 | 57 | 54 | 33 | 39 | 0  | 8  | 78% | 53.73 |
| Чехія           | Зузана Паулова / Томаш Паул           | 4 | 5 | –   | 50 | 65 | 29 | 39 | 1  | 7  | 75% | 33.41 |
| Швейцарія       | Женні Перре / Мартін Ріос             | 3 | 6 | 1–0 | 55 | 58 | 32 | 39 | 0  | 6  | 73% | 39.04 |
| США             | Вікі Персінджер / Кріс Плайс          | 3 | 6 | 0–1 | 50 | 67 | 34 | 36 | 0  | 9  | 74% | 27.29 |
| Китай           | Фань Суюань / Лін Чжи                 | 2 | 7 | 1–0 | 51 | 64 | 34 | 36 | 0  | 7  | 74% | 17.81 |
| Австралія       | Талі Ґілл / Дін Г'юїтт                | 2 | 7 | 0–1 | 52 | 67 | 31 | 38 | 1  | 8  | 72% | 50.51 |

Коловий турнір
Швеція пропускала 3-тю, 9-ту, 10-ту і 13-ту сесії.
| Майданчик A                     | 1 | 2 | 3 | 4 | 5 | 6 | 7 | 8 | Загалом |
| Швеція (де Валь / Ерікссон)     | 0 | 2 | 0 | 1 | 2 | 0 | 0 | 0 | 5       |
| Велика Британія (Доддс / Моует) | 1 | 0 | 3 | 0 | 0 | 1 | 3 | 1 | 9       |

| Майданчик B                 | 1 | 2 | 3 | 4 | 5 | 6 | 7 | 8 | Загалом |
| Швеція (де Валь / Ерікссон) | 1 | 0 | 0 | 1 | 1 | 0 | 2 | 2 | 7       |
| Чехія (Паулова / Паул)      | 0 | 1 | 1 | 0 | 0 | 2 | 0 | 0 | 4       |

| Майданчик C                 | 1 | 2 | 3 | 4 | 5 | 6 | 7 | 8 | Загалом |
| Китай (Фань / Лін)          | 0 | 2 | 0 | 1 | 1 | 0 | 2 | 0 | 6       |
| Швеція (де Валь / Ерікссон) | 1 | 0 | 2 | 0 | 0 | 1 | 0 | 3 | 7       |

| Майданчик B                 | 1 | 2 | 3 | 4 | 5 | 6 | 7 | 8 | Загалом |
| Швеція (де Валь / Ерікссон) | 1 | 0 | 1 | 1 | 1 | 0 | 3 | 0 | 7       |
| Австралія (Ґілл / Г'юїтт)   | 0 | 1 | 0 | 0 | 0 | 3 | 0 | 2 | 6       |

| Майданчик D                 | 1 | 2 | 3 | 4 | 5 | 6 | 7 | 8 | 9 | Загалом |
| Швеція (де Валь / Ерікссон) | 1 | 0 | 1 | 0 | 0 | 3 | 0 | 2 | 0 | 7       |
| США (Персінджер / Плайс)    | 0 | 1 | 0 | 1 | 2 | 0 | 3 | 0 | 1 | 8       |

| Майданчик D                 | 1 | 2 | 3 | 4 | 5 | 6 | 7 | 8 | Загалом |
| Швейцарія (Перре / Ріос)    | 0 | 1 | 0 | 0 | 0 | 0 | X | X | 1       |
| Швеція (де Валь / Ерікссон) | 2 | 0 | 1 | 1 | 1 | 1 | X | X | 6       |

| Майданчик C                 | 1 | 2 | 3 | 4 | 5 | 6 | 7 | 8 | Загалом |
| Швеція (де Валь / Ерікссон) | 1 | 1 | 0 | 3 | 0 | 1 | X | X | 6       |
| Канада (Гомен / Морріс)     | 0 | 0 | 1 | 0 | 1 | 0 | X | X | 2       |

| Майданчик A                       | 1 | 2 | 3 | 4 | 5 | 6 | 7 | 8 | Загалом |
| Норвегія (Скаслієн / Недреґоттен) | 2 | 0 | 1 | 0 | 1 | 1 | 1 | X | 6       |
| Швеція (де Валь / Ерікссон)       | 0 | 1 | 0 | 1 | 0 | 0 | 0 | X | 2       |

| Майданчик B                    | 1 | 2 | 3 | 4 | 5 | 6 | 7 | 8 | Загалом |
| Італія (Константіні / Мозанер) | 0 | 1 | 1 | 1 | 0 | 5 | 0 | 4 | 12      |
| Швеція (де Валь / Ерікссон)    | 2 | 0 | 0 | 0 | 3 | 0 | 3 | 0 | 8       |

Півфінал
Понеділок, 7 лютого, 20:05
| Майданчик C                    | 1 | 2 | 3 | 4 | 5 | 6 | 7 | 8 | Загалом |
| Італія (Константіні / Мозанер) | 1 | 1 | 2 | 1 | 1 | 0 | 2 | X | 8       |
| Швеція (де Валь / Ерікссон)    | 0 | 0 | 0 | 0 | 0 | 1 | 0 | X | 1       |

Bronze medal game
Вівторок, 8 лютого, 14:05
| Майданчик B                     | 1 | 2 | 3 | 4 | 5 | 6 | 7 | 8 | Загалом |
| Швеція (де Валь / Ерікссон)     | 0 | 4 | 3 | 1 | 1 | 0 | X | X | 9       |
| Велика Британія (Доддс / Моует) | 1 | 0 | 0 | 0 | 0 | 2 | X | X | 3       |

## Фігурне катання
На Чемпіонаті світу з фігурного катання 2021 в Стокгольмі, Швеція здобула по одному квотному місцю чоловічому та жіночому одиночному катанні. У січні 2022 року НОК Швеції вибрав представниками країни Миколи Майорова і Юсефін Тайєгорд.
| Спортсмен       | Дисципліна                   | КП    | КП    | ДП          | ДП          | Загалом     | Загалом |
| Спортсмен       | Дисципліна                   | Бали  | Місце | Бали        | Місце       | Бали        | Місце   |
| --------------- | ---------------------------- | ----- | ----- | ----------- | ----------- | ----------- | ------- |
| Ніколай Майоров | Одиночні змагання (чоловіки) | 78.54 | 20 Q  | 142.24      | 21          | 220.78      | 21      |
| Юсефін ТайЄгорд | Одиночні змагання (жінки)    | 54.51 | 26    | Не потрапив | Не потрапив | Не потрапив | 26      |

## Фристайл
НОК Швеції вибрав на Ігри 14 фристайлістів.
Фріскі
| Спортсмен        | Дисципліна            | Кваліфікація | Кваліфікація | Кваліфікація | Кваліфікація | Кваліфікація | Фінал       | Фінал       | Фінал       | Фінал       | Фінал |
| Спортсмен        | Дисципліна            | 1-ша спроба  | 2-га спроба  | 3-тя спроба  | Найкраща     | Місце        | 1-ша спроба | 2-га спроба | 3-тя спроба | Найкраща    | Місце |
| ---------------- | --------------------- | ------------ | ------------ | ------------ | ------------ | ------------ | ----------- | ----------- | ----------- | ----------- | ----- |
| Г'юґо Бурвалл    | Біг-ейр (чоловіки)    | 47.25        | 55.25        | 46.00        | 101.25       | 24           | Не потрапив | Не потрапив | Не потрапив | Не потрапив | 24    |
| Г'юґо Бурвалл    | Слоупстайл (чоловіки) | 33.40        | 28.58        | Н/Д          | 33.40        | 28           | Не потрапив | Не потрапив | Не потрапив | Не потрапив | 28    |
| Генрік Гарлот    | Біг-ейр (чоловіки)    | 93.00        | 83.50        | 42.00        | 176.50       | 4 Q          | 86.00       | 90.00       | 91.00       | 181.00      | 3     |
| Генрік Гарлот    | Слоупстайл (чоловіки) | 37.70        | 48.16        | Н/Д          | 48.16        | 21           | Не потрапив | Не потрапив | Не потрапив | Не потрапив | 21    |
| Олівер Магнуссон | Біг-ейр (чоловіки)    | 88.00        | 89.25        | 84.00        | 177.25       | 3 Q          | 87.50       | 79.00       | 90.75       | 178.25      | 4     |
| Олівер Магнуссон | Слоупстайл (чоловіки) | 73.46        | 39.16        | Н/Д          | 73.46        | 12 Q         | 23.75       | 22.75       | 40.46       | 40.46       | 11    |
| Єспер Т'єдер     | Біг-ейр (чоловіки)    | 34.75        | 91.75        | 78.25        | 170.00       | 12 Q         | 77.25       | 78.25       | 92.00       | 170.25      | 7     |
| Єспер Т'єдер     | Слоупстайл (чоловіки) | 59.15        | 79.38        | Н/Д          | 79.38        | 4 Q          | 85.35       | 16.11       | 37.33       | 85.35       | 3     |

Могул
| Спортсмен         | Дисципліна       | Кваліфікація | Кваліфікація | Кваліфікація | Кваліфікація | Кваліфікація   | Кваліфікація   | Кваліфікація   | Кваліфікація   | Фінал       | Фінал       | Фінал       | Фінал       | Фінал       | Фінал       | Фінал       | Фінал       | Фінал       | Фінал       | Фінал       | Фінал     |
| Спортсмен         | Дисципліна       | 1-й спуск    | 1-й спуск    | 1-й спуск    | 1-й спуск    | 2-й спуск      | 2-й спуск      | 2-й спуск      | 2-й спуск      | 1-й спуск   | 1-й спуск   | 1-й спуск   | 1-й спуск   | 2-й спуск   | 2-й спуск   | 2-й спуск   | 2-й спуск   | 3-й спуск   | 3-й спуск   | 3-й спуск   | 3-й спуск |
| Спортсмен         | Дисципліна       | Час          | Бали         | Загалом      | Місце        | Час            | Бали           | Загалом        | Місце          | Час         | Бали        | Загалом     | Місце       | Час         | Бали        | Загалом     | Місце       | Час         | Бали        | Загалом     | Місце     |
| ----------------- | ---------------- | ------------ | ------------ | ------------ | ------------ | -------------- | -------------- | -------------- | -------------- | ----------- | ----------- | ----------- | ----------- | ----------- | ----------- | ----------- | ----------- | ----------- | ----------- | ----------- | --------- |
| Фелікс Елофссон   | Могул (чоловіки) | 25.18        | 14.80        | 73.24        | 19           | 25.24          | 14.72          | 78.87          | 1 Q            | 25.36       | 14.56       | 74.97       | 17          | Не потрапив | Не потрапив | Не потрапив | Не потрапив | Не потрапив | Не потрапив | Не потрапив | 17        |
| Оскар Елофссон    | Могул (чоловіки) | 25.94        | 13.79        | 69.26        | 26           | 24.85          | 15.23          | 73.52          | 12             | Не потрапив | Не потрапив | Не потрапив | Не потрапив | Не потрапив | Не потрапив | Не потрапив | Не потрапив | Не потрапив | Не потрапив | Не потрапив | 22        |
| Людвіг Фьєллстром | Могул (чоловіки) | 25.69        | 14.12        | 76.20        | 7 Q          | не брав участі | не брав участі | не брав участі | не брав участі | 24.85       | 15.23       | 75.37       | 15          | Не потрапив | Не потрапив | Не потрапив | Не потрапив | Не потрапив | Не потрапив | Не потрапив | 15        |
| Вальтер Вальберг  | Могул (чоловіки) | 24.16        | 16.14        | 79.12        | 2 Q          | не брав участі | не брав участі | не брав участі | не брав участі | 23.63       | 16.84       | 78.05       | 4 Q         | 24.10       | 16.22       | 80.33       | 1 Q         | 23.70       | 16.75       | 83.23       | 1         |

Скікрос
| Спортсмен        | Дисципліна         | № Посіву | № Посіву | 1/8 фіналу | Чвертьфінал | Півфінал     | Фінал        | Фінал |
| Спортсмен        | Дисципліна         | Час      | Місце    | Місце      | Місце       | Місце        | Місце        | Місце |
| ---------------- | ------------------ | -------- | -------- | ---------- | ----------- | ------------ | ------------ | ----- |
| Віктор Андерссон | Скікрос (чоловіки) | 1:13.49  | 23       | 4          | Не потрапив | Не потрапив  | Не потрапив  | 27    |
| Елліотт Барало   | Скікрос (чоловіки) | 1:13.82  | 28       | 4          | Не потрапив | Не потрапив  | Не потрапив  | 29    |
| Давід Моберґ     | Скікрос (чоловіки) | 1:12.97  | 13       | 3          | Не потрапив | Не потрапив  | Не потрапив  | 19    |
| Ерік Моберґ      | Скікрос (чоловіки) | 1:13.01  | 14       | 1 Q        | 1 Q         | 1 FA         | 4            | 4     |
| Александра Едебо | Скікрос (жінки)    | 1:18.49  | 10       | 2 Q        | 4           | Не потрапила | Не потрапила | 13    |
| Сандра Неслунд   | Скікрос (жінки)    | 1:15.21  | 1        | 1 Q        | 1 Q         | 1 FA         | 1            | 1     |

## Хокей
Підсумок
Легенда:
- OT – Додатковий час
- GWS – Пробиттям булітів

| Збірна                 | Дисципліна       | Груповий етап    | Груповий етап    | Груповий етап      | Груповий етап    | Груповий етап | Кваліфікаційний плейоф | Чвертьфінал      | Півфінал         | Фінал / БМ       | Фінал / БМ |
| Збірна                 | Дисципліна       | Суперник Рахунок | Суперник Рахунок | Суперник Рахунок   | Суперник Рахунок | Місце         | Суперник Рахунок       | Суперник Рахунок | Суперник Рахунок | Суперник Рахунок | Місце      |
| ---------------------- | ---------------- | ---------------- | ---------------- | ------------------ | ---------------- | ------------- | ---------------------- | ---------------- | ---------------- | ---------------- | ---------- |
| Чоловіча збірна Швеції | Чоловічий турнір | Латвія W 3–2     | Словаччина W 4–1 | Фінляндія L 3–4 OT | Н/Д              | 2 QQ          | не брав участі         | Канада W 2–0     | Росія L 1–2 GWS  | Словаччина L 0–4 | 4          |
| Жіноча збірна Швеції   | Жіночий турнір   | Японія L 1–3     | Чехія L 1–3      | Китай W 2–1        | Данія W 3–1      | 3 Q           | Н/Д                    | Канада L 0–11    | Не потрапили     | Не потрапили     | 8          |

### Чоловічий турнір
Збірна Швеції з хокею із шайбою (25 спортсменів) кваліфікувалася на Ігри завдяки своєму 4-місцю в Світовий рейтинг ІІХФ 2019.
Склад збірної
Склад збірної оголошено 21 січня 2022 року.
Головний тренер: Юган Гарпенлеф
| №  | Поз. | Ім'я             | Зріст  | Вага  | Дата народження                  | Команда                   |
| -- | ---- | ---------------- | ------ | ----- | -------------------------------- | ------------------------- |
| 2  | З    | Крістіан Фолін   | 1,91 м | 93 кг | 9 лютого 1991 (вік 31 рік)       | Фрелунда                  |
| 5  | З    | Оскар Фантенберг | 1,84 м | 93 кг | 7 жовтня 1991 (вік 30 років)     | СКА                       |
| 7  | З    | Генрік Теммернес | 1,86 м | 84 кг | 28 серпня 1990 (вік 31 рік)      | Женева-Серветт            |
| 8  | Н    | Фредрік Олофссон | 1,86 м | 84 кг | 27 травня 1996 (вік 25 років)    | ІК Оскарсгамн             |
| 12 | Н    | Макс Фріберг     | 1,80 м | 88 кг | 20 листопада 1992 (вік 29 років) | Фрелунда                  |
| 15 | Н    | Густав Рудаль    | 1,91 м | 91 кг | 11 вересня 1994 (вік 27 років)   | Фер'єстад                 |
| 16 | Н    | Маркус Крюгер    | 1,83 м | 81 кг | 27 травня 1990 (вік 31 рік)      | ЦСК Лайонс                |
| 18 | Н    | Денніс Евенберг  | 1,93 м | 95 кг | 31 грудня 1991 (вік 30 років)    | Регле                     |
| 19 | Н    | Понтус Гольмберг | 1,80 м | 81 кг | 9 березня 1999 (вік 22 роки)     | Векше Лейкерс             |
| 23 | Н    | Лукас Валльмарк  | 1,83 м | 81 кг | 5 вересня 1995 (вік 26 років)    | ЦСКА Москва               |
| 27 | Н    | Юакім Нордстрем  | 1,85 м | 88 кг | 25 лютого 1992 (вік 29 років)    | ЦСКА Москва               |
| 31 | В    | Ларс Юганссон    | 1,85 м | 90 кг | 11 липня 1987 (вік 34 роки)      | СКА                       |
| 32 | З    | Лукас Бенгтссон  | 1,78 м | 82 кг | 14 квітня 1994 (вік 27 років)    | Динамо Мінськ             |
| 33 | З    | Лінус Гультстрем | 1,79 м | 89 кг | 9 грудня 1992 (вік 29 років)     | Металург Магнітогорськ    |
| 34 | Н    | Даніель Бродін   | 1,86 м | 85 кг | 9 лютого 1990 (вік 32 роки)      | Фрібур-Готтерон           |
| 35 | В    | Магнус Гелльберг | 1,97 м | 95 кг | 4 квітня 1991 (вік 30 років)     | Сочі                      |
| 39 | В    | Адам Рейдеборн   | 1,84 м | 81 кг | 18 січня 1992 (вік 30 років)     | ЦСКА Москва               |
| 48 | Н    | Карл Клінгберг   | 1,90 м | 98 кг | 28 січня 1991 (вік 31 рік)       | Цуг                       |
| 52 | З    | Філіп Гольм      | 1,86 м | 86 кг | 8 грудня 1991 (вік 30 років)     | Йокеріт                   |
| 58 | Н    | Антон Ландер     | 1,82 м | 87 кг | 24 квітня 1991 (вік 30 років)    | Цуг                       |
| 59 | Н    | Лінус Юганссон   | 1,90 м | 90 кг | 30 листопада 1992 (вік 29 років) | Фер'єстад                 |
| 64 | З    | Юнатан Пудас     | 1,79 м | 79 кг | 26 квітня 1993 (вік 28 років)    | Шеллефтео АІК             |
| 81 | З    | Теодор Леннстрем | 1,86 м | 86 кг | 8 серпня 1994 (вік 27 років)     | Торпедо (Нижній Новгород) |
| 86 | Н    | Матіас Бруме     | 1,82 м | 83 кг | 29 липня 1994 (вік 27 років)     | Давос                     |
| 95 | Н    | Якоб де ла Росе  | 1,89 м | 95 кг | 20 травня 1995 (вік 26 років)    | Фер'єстад                 |

Груповий етап
| Поз | Команда    | М | В | ВО | ПО | П | ГЗ | ГП | Різ | О | Кваліфікація           |
| --- | ---------- | - | - | -- | -- | - | -- | -- | --- | - | ---------------------- |
| 1   | Фінляндія  | 3 | 2 | 1  | 0  | 0 | 13 | 6  | +7  | 8 | Чвертьфінали           |
| 2   | Швеція     | 3 | 2 | 0  | 1  | 0 | 10 | 7  | +3  | 7 | Чвертьфінали           |
| 3   | Словаччина | 3 | 1 | 0  | 0  | 2 | 8  | 12 | −4  | 3 | Кваліфікаційний плейоф |
| 4   | Латвія     | 3 | 0 | 0  | 0  | 3 | 5  | 11 | −6  | 0 | Кваліфікаційний плейоф |

| 10 лютого 2022 12:10 v | Швеція | 3–2 (1–0, 2–1, 0–1) | Латвія | Державний палац спорту Пекіна (Пекін) 873 глядачів |

| звіт | звіт                        | звіт                                                                                          | звіт            | звіт                                                                             |
| --- | --------------------------- | --------------------------------------------------------------------------------------------- | --------------- | -------------------------------------------------------------------------------- |
| |                             |                                                                                               |                 |                                                                                  |
| | Ларс Юганссон               | Воротарі                                                                                      | Іварс Пунненовс | Судді: Мартін Франьо Крістіан Вікман Лінійні Судді: Вільям Генкок Микита Шалагін |
| | голи:                       |                                                                                               |                 | Судді: Мартін Франьо Крістіан Вікман Лінійні Судді: Вільям Генкок Микита Шалагін |
| Валльмарк (Гольмберґ, Олофссон) – 09:42 / Ландер (Броме, Карл Клінґберґ) – 20:30 / Валльмарк (Теммернес, Пудас) (PP) – 33:39 | 1–0 / 2–0 / 3–0 / 3–1 / 3–2 | 36:07 – Крастенбергс (Балінскіс, Дарзіньш) (PP) / 46:48 – Єлісеєвс (Дарзіньш, Балінскіс) (PP) |                 | Судді: Мартін Франьо Крістіан Вікман Лінійні Судді: Вільям Генкок Микита Шалагін |
| |                             |                                                                                               |                 | Судді: Мартін Франьо Крістіан Вікман Лінійні Судді: Вільям Генкок Микита Шалагін |
| |                             |                                                                                               |                 | Судді: Мартін Франьо Крістіан Вікман Лінійні Судді: Вільям Генкок Микита Шалагін |
| |                             |                                                                                               |                 | Судді: Мартін Франьо Крістіан Вікман Лінійні Судді: Вільям Генкок Микита Шалагін |
| 8 хв | Штраф                       | 10 хв                                                                                         |                 | Судді: Мартін Франьо Крістіан Вікман Лінійні Судді: Вільям Генкок Микита Шалагін |
| |                             |                                                                                               |                 |                                                                                  |
| | 26                          | кидки                                                                                         | 17              |                                                                                  |

| 11 лютого 2022 16:40 v | Швеція | 4–1 (3–0, 0–0, 1–1) | Словаччина | Арена Укесон (Пекін) 653 глядачів |

| звіт | звіт                        | звіт                          | звіт        | звіт                                                                          |
| --- | --------------------------- | ----------------------------- | ----------- | ----------------------------------------------------------------------------- |
| |                             |                               |             |                                                                               |
| | Маґнус Гелльберґ            | Воротарі                      | Матей Томек | Судді: Євген Ромашко Андре Шрадер Лінійні Судді: Давід Обвегесер Браян Олівер |
| | голи:                       |                               |             | Судді: Євген Ромашко Андре Шрадер Лінійні Судді: Давід Обвегесер Браян Олівер |
| Нордстрем (Бенґтссон, Фріберг) – 11:22 / Валльмарк (Пудас, Теммернес) (PP2) – 18:10 / Фріберг (Гольм, Нордстрем) – 19:55 / Клінґберґ (Ландер, Бруме) (ENG) – 57:44 | 1–0 / 2–0 / 3–0 / 4–0 / 4–1 | 58:18 – Слафковський (Немець) |             | Судді: Євген Ромашко Андре Шрадер Лінійні Судді: Давід Обвегесер Браян Олівер |
| |                             |                               |             | Судді: Євген Ромашко Андре Шрадер Лінійні Судді: Давід Обвегесер Браян Олівер |
| |                             |                               |             | Судді: Євген Ромашко Андре Шрадер Лінійні Судді: Давід Обвегесер Браян Олівер |
| |                             |                               |             | Судді: Євген Ромашко Андре Шрадер Лінійні Судді: Давід Обвегесер Браян Олівер |
| 12 хв | Штраф                       | 12 хв                         |             | Судді: Євген Ромашко Андре Шрадер Лінійні Судді: Давід Обвегесер Браян Олівер |
| |                             |                               |             |                                                                               |
| | 29                          | кидки                         | 41          |                                                                               |

| 13 лютого 2022 16:40 v | Фінляндія | 4–3 OT (0–0, 0–3, 3–0) (OT: 1–0) | Швеція | Державний палац спорту Пекіна (Пекін) 963 глядачів |

| звіт | звіт                                    | звіт | звіт             | звіт                                                                           |
| --- | --------------------------------------- | --- | ---------------- | ------------------------------------------------------------------------------ |
| |                                         | |                  |                                                                                |
| | Юго Олкінуора                           | Воротарі | Маґнус Гелльберґ | Судді: Майкл Кемпбелл Роман Гофман Лінійні Судді: Вільям Генкок Микита Шалагін |
| | голи:                                   | |                  | Судді: Майкл Кемпбелл Роман Гофман Лінійні Судді: Вільям Генкок Микита Шалагін |
| Хартікайнен (Маннінен, Ватанен) (PP) – 45:34 / Пакарінен (Хартікайнен, Маннінен) (PP) – 55:30 / Пакарінен (Легтонен, Хартікайнен) – 57:11 / Песонен – 62:01 | 0–1 / 0–2 / 0–3 / 1–3 / 2–3 / 3–3 / 4–3 | 24:24 – Валльмарк (Теммернес, Пудас) (PP) / 28:39 – Бенґтссон (Теммернес, Бруме) (PP) / 31:36 – Ландер (Пудас, Клінґберґ) (PP) |                  | Судді: Майкл Кемпбелл Роман Гофман Лінійні Судді: Вільям Генкок Микита Шалагін |
| |                                         | |                  | Судді: Майкл Кемпбелл Роман Гофман Лінійні Судді: Вільям Генкок Микита Шалагін |
| |                                         | |                  | Судді: Майкл Кемпбелл Роман Гофман Лінійні Судді: Вільям Генкок Микита Шалагін |
| |                                         | |                  | Судді: Майкл Кемпбелл Роман Гофман Лінійні Судді: Вільям Генкок Микита Шалагін |
| 37 хв | Штраф                                   | 8 хв |                  | Судді: Майкл Кемпбелл Роман Гофман Лінійні Судді: Вільям Генкок Микита Шалагін |
| |                                         | |                  |                                                                                |
| | 27                                      | кидки | 30               |                                                                                |

Чвертьфінал
| 16 лютого 2022 21:30 | Швеція | 2–0 (0–0, 0–0, 2–0) | Канада | Державний палац спорту Пекіна (Пекін) 950 глядачів |

| звіт                                                 | звіт          | звіт     | звіт         | звіт                                                                           |
| ---------------------------------------------------- | ------------- | -------- | ------------ | ------------------------------------------------------------------------------ |
|                                                      |               |          |              |                                                                                |
|                                                      | Ларс Юганссон | Воротарі | Метт Томкінс | Судді: Ендрю Бруггемен Євген Ромашко Лінійні Судді: Вільям Генкок Гліб Лазарєв |
|                                                      | голи:         |          |              | Судді: Ендрю Бруггемен Євген Ромашко Лінійні Судді: Вільям Генкок Гліб Лазарєв |
| Валльмарк – 50:15 / Ландер (Гольмберг) (ENG) – 58:10 | 1–0 / 2-0     |          |              | Судді: Ендрю Бруггемен Євген Ромашко Лінійні Судді: Вільям Генкок Гліб Лазарєв |
|                                                      |               |          |              | Судді: Ендрю Бруггемен Євген Ромашко Лінійні Судді: Вільям Генкок Гліб Лазарєв |
|                                                      |               |          |              | Судді: Ендрю Бруггемен Євген Ромашко Лінійні Судді: Вільям Генкок Гліб Лазарєв |
|                                                      |               |          |              | Судді: Ендрю Бруггемен Євген Ромашко Лінійні Судді: Вільям Генкок Гліб Лазарєв |
| 6 хв                                                 | Штраф         | 6 хв     |              | Судді: Ендрю Бруггемен Євген Ромашко Лінійні Судді: Вільям Генкок Гліб Лазарєв |
|                                                      |               |          |              |                                                                                |
|                                                      | 26            | кидки    | 22           |                                                                                |

Півфінал
| 18 лютого 2022 21:10 | ОКР | 2–1 GWS (0–0, 1–0, 0–1) (OT: 0–0) (Бул: 1–0) | Швеція | Державний палац спорту Пекіна (Пекін) 1,161 глядачів |

| звіт                                     | звіт         | звіт                              | звіт          | звіт                                                                         |
| ---------------------------------------- | ------------ | --------------------------------- | ------------- | ---------------------------------------------------------------------------- |
|                                          |              |                                   |               |                                                                              |
|                                          | Іван Федотов | Воротарі                          | Ларс Юганссон | Судді: Ендрю Бруггемен Олівер Гуен Лінійні Судді: Даніел Гинек Їржі Ондрачек |
|                                          | голи:        |                                   |               | Судді: Ендрю Бруггемен Олівер Гуен Лінійні Судді: Даніел Гинек Їржі Ондрачек |
| Slepyshev (Karnaukhov, Yakovlev) – 20:15 | 1–0 / 1–1    | 46:22 – Lander (Tömmernes, Pudas) |               | Судді: Ендрю Бруггемен Олівер Гуен Лінійні Судді: Даніел Гинек Їржі Ондрачек |
|                                          |              |                                   |               | Судді: Ендрю Бруггемен Олівер Гуен Лінійні Судді: Даніел Гинек Їржі Ондрачек |
|                                          |              |                                   |               | Судді: Ендрю Бруггемен Олівер Гуен Лінійні Судді: Даніел Гинек Їржі Ондрачек |
|                                          |              |                                   |               | Судді: Ендрю Бруггемен Олівер Гуен Лінійні Судді: Даніел Гинек Їржі Ондрачек |
| 4 хв                                     | Штраф        | 4 хв                              |               | Судді: Ендрю Бруггемен Олівер Гуен Лінійні Судді: Даніел Гинек Їржі Ондрачек |
|                                          |              |                                   |               |                                                                              |
|                                          | 41           | кидки                             | 35            |                                                                              |

Матч за бронзові медалі
| 19 лютого 2022 21:10 | Швеція | 0–4 (0–0, 0–2, 0–2) | Словаччина | Державний палац спорту Пекіна (Пекін) |

| звіт | звіт                  | звіт | звіт         | звіт                                                                        |
| ---- | --------------------- | --- | ------------ | --------------------------------------------------------------------------- |
|      |                       | |              |                                                                             |
|      | Ларс Юганссон         | Воротарі | Патрік Рибар | Судді: Олівер Гуен Євген Ромашко Лінійні Судді: Гліб Лазарєв Микита Шалагін |
|      | голи:                 | |              | Судді: Олівер Гуен Євген Ромашко Лінійні Судді: Гліб Лазарєв Микита Шалагін |
|      | 0–1 / 0–2 / 0–3 / 0–4 | 23:17 – Слафковський (Черешняк) / 32:47 – Такач (Регенда) (PP) / 58:26 – Слафковський (Цегларик) (ENG) / 58:46 – Регенда (ENG) |              | Судді: Олівер Гуен Євген Ромашко Лінійні Судді: Гліб Лазарєв Микита Шалагін |
|      |                       | |              | Судді: Олівер Гуен Євген Ромашко Лінійні Судді: Гліб Лазарєв Микита Шалагін |
|      |                       | |              | Судді: Олівер Гуен Євген Ромашко Лінійні Судді: Гліб Лазарєв Микита Шалагін |
|      |                       | |              | Судді: Олівер Гуен Євген Ромашко Лінійні Судді: Гліб Лазарєв Микита Шалагін |
| 6 хв | Штраф                 | 4 хв |              | Судді: Олівер Гуен Євген Ромашко Лінійні Судді: Гліб Лазарєв Микита Шалагін |
|      |                       | |              |                                                                             |
|      | 28                    | кидки | 43           |                                                                             |

### Жіночий турнір
Жіноча збірна Швеції з хокею із шайбою кваліфікувалася на Ігри, вигравши фінальний кваліфікаційний турнір.
Склад збірної
Склад збірної оголошено 19 січня 2022 року. Вибрані гравчині Еммі Аласальмі, Сара Ґран, Ліннеа Гедін і Ганна Ольссон вже мали вирушати до Пекіна, але їхній тест на Ковід-19 виявився позитивним, тому замість них поїхали Ліннеа Андерссон, Паула Берґстрем, Лінн Петерсон і Аґнес Окер.
Головний тренер: Ульф Лундберґ
| №  | Поз. | Ім'я                    | Зріст  | Вага  | Дата народження                | Клуб                      |
| -- | ---- | ----------------------- | ------ | ----- | ------------------------------ | ------------------------- |
| 1  | В    | Аґнес Окер              | 1,70 м | 61 кг | 22 липня 1997 (вік 24 роки)    | AIK                       |
| 3  | З    | Анна Чельбін            | 1,70 м | 63 кг | 16 березня 1994 (вік 27 років) | Luleå HF/MSSK             |
| 4  | З    | Ліннеа Андерссон        | 1,71 м | 61 кг | 30 вересня 1998 (вік 23 роки)  | HV71                      |
| 5  | З    | Юганна Фельман          | 1,73 м | 72 кг | 21 червня 1990 (вік 31 рік)    | Luleå HF/MSSK             |
| 8  | З    | Ебба Берґлунд           | 1,60 м | 65 кг | 13 червня 1998 (вік 23 роки)   | HV71                      |
| 9  | З    | Джессіка Адольфссон     | 1,76 м | 74 кг | 15 липня 1998 (вік 23 роки)    | Linköping HC              |
| 10 | З    | Міна Ваксін             | 1,65 м | 63 кг | 29 квітня 2001 (вік 20 років)  | Brynäs IF                 |
| 11 | Н    | Джозефін Бувенґ         | 1,73 м | 66 кг | 15 травня 2001 (вік 20 років)  | Brynäs IF                 |
| 12 | З    | Мая Нюлен Перссон       | 1,62 м | 66 кг | 20 листопада 2000 (вік 21 рік) | Brynäs IF                 |
| 13 | Н    | Емма Мурен              | 1,66 м | 65 кг | 17 січня 1998 (вік 24 роки)    | Brynäs IF                 |
| 15 | Н    | Ліза Юганссон           | 1,61 м | 59 кг | 11 квітня 1992 (вік 29 років)  | AIK                       |
| 16 | Н    | Ліннеа Юганссон         | 1,71 м | 65 кг | 5 квітня 2002 (вік 19 років)   | Linköping HC              |
| 17 | Н    | Софі Лундін             | 1,64 м | 63 кг | 15 лютого 2000 (вік 21 рік)    | Djurgårdens IF            |
| 19 | Н    | Сара Гьяльмарссон       | 1,76 м | 72 кг | 8 лютого 1998 (вік 23 роки)    | Providence Friars         |
| 20 | З    | Паула Берґстрем         | 1,72   |       | 26 січня 1999 (вік 23 роки)    | Modo Hockey               |
| 22 | Н    | Лінн Петерсон           | 1,74 м | 75 кг | 8 січня 1994 (вік 28 років)    | Luleå HF/MSSK             |
| 24 | Н    | Фелізія Вікнер-Зенкевич | 1,65 м | 52 кг | 17 вересня 1999 (вік 22 роки)  | HV71                      |
| 25 | Н    | Ліна Л'юнґблом          | 1,67 м | 79 кг | 15 жовтня 2001 (вік 20 років)  | Modo Hockey               |
| 27 | Н    | Емма Нордін             | 1,68 м | 74 кг | 22 березня 1991 (вік 30 років) | Luleå HF/MSSK             |
| 28 | Н    | Michelle Löwenhielm     | 1,72 м | 66 кг | 22 березня 1995 (вік 26 років) | SDE Hockey                |
| 29 | Н    | Олівія Карлссон         | 1,74 м | 73 кг | 2 березня 1995 (вік 26 років)  | Modo Hockey               |
| 30 | В    | Емма Седерберґ          | 1,71 м | 69 кг | 18 лютого 1998 (вік 23 роки)   | Minnesota Duluth Bulldogs |
| 35 | В    | Іда Боман               | 1,67 м | 61 кг | 1 квітня 2003 (вік 18 років)   | Djurgårdens IF            |

Груповий етап
| Поз | Команда   | М | В | ВО | ПО | П | ГЗ | ГП | Різ | О | Кваліфікація     |
| --- | --------- | - | - | -- | -- | - | -- | -- | --- | - | ---------------- |
| 1   | Японія    | 4 | 2 | 1  | 1  | 0 | 13 | 7  | +6  | 9 | Чвертьфіналістки |
| 2   | Чехія     | 4 | 2 | 0  | 1  | 1 | 10 | 8  | +2  | 7 | Чвертьфіналістки |
| 3   | Швеція    | 4 | 2 | 0  | 0  | 2 | 7  | 8  | −1  | 6 | Чвертьфіналістки |
| 4   | Данія     | 4 | 1 | 0  | 0  | 3 | 7  | 14 | −7  | 3 | Вибули           |
| 5   | Китай (H) | 4 | 1 | 1  | 0  | 2 | 7  | 7  | 0   | 5 | Вибули           |

| 3 лютого 2022 16:40 v | Швеція | 1–3 (0–1, 1–0, 0–2) | Японія | Арена Укесон (Пекін) |

| звіт                              | звіт                  | звіт                                                                                          | звіт | звіт                                                                           |
| --------------------------------- | --------------------- | --------------------------------------------------------------------------------------------- | ---- | ------------------------------------------------------------------------------ |
|                                   |                       |                                                                                               |      |                                                                                |
|                                   |                       |                                                                                               |      | Судді: Сіанна Ліфферс Елізабет Манта Лінійні Судді: Кендалл Генлі Діана Мохова |
|                                   | голи:                 |                                                                                               |      |                                                                                |
| Перссон (Вікнер-Зенкевич) – 20:30 | 0–1 / 1–1 / 1–2 / 1–3 | Койке (Така, Осава) – 19:13 / Укіта (Сіґа, Сіґа) – 44:03 / Йонеяма (Кояма, Хосоямада) – 58:59 |      |                                                                                |
|                                   |                       |                                                                                               |      |                                                                                |
|                                   |                       |                                                                                               |      |                                                                                |
|                                   |                       |                                                                                               |      |                                                                                |
| 6 хв                              | Штраф                 | 4 хв                                                                                          |      |                                                                                |
|                                   |                       |                                                                                               |      |                                                                                |
|                                   | 27                    | кидки                                                                                         | 40   |                                                                                |

| 5 лютого 2022 16:40 v | Чехія | 3–1 (1–0, 1–1, 1–0) | Швеція | Державний палац спорту Пекіна (Пекін) 438 глядачів |

| звіт                                                         | звіт                  | звіт                                      | звіт           | звіт                                                                             |
| ------------------------------------------------------------ | --------------------- | ----------------------------------------- | -------------- | -------------------------------------------------------------------------------- |
|                                                              |                       |                                           |                |                                                                                  |
|                                                              | Клара Песларова       | Воротарі                                  | Емма Седерберґ | Судді: Сіанна Ліфферс Елізабет Манта Лінійні Судді: Діана Мохова Жаклін Спрессер |
|                                                              | голи:                 |                                           |                | Судді: Сіанна Ліфферс Елізабет Манта Лінійні Судді: Діана Мохова Жаклін Спрессер |
| Ванішова – 18:23 / Гимларова (SH) – 33:56 / Ванішова – 54:03 | 1–0 / 2–0 / 2–1 / 3–1 | 39:16 – Мерен (Лін. Юганссон, Адольфссон) |                | Судді: Сіанна Ліфферс Елізабет Манта Лінійні Судді: Діана Мохова Жаклін Спрессер |
|                                                              |                       |                                           |                | Судді: Сіанна Ліфферс Елізабет Манта Лінійні Судді: Діана Мохова Жаклін Спрессер |
|                                                              |                       |                                           |                | Судді: Сіанна Ліфферс Елізабет Манта Лінійні Судді: Діана Мохова Жаклін Спрессер |
|                                                              |                       |                                           |                | Судді: Сіанна Ліфферс Елізабет Манта Лінійні Судді: Діана Мохова Жаклін Спрессер |
| 12 хв                                                        | Штраф                 | 8 хв                                      |                | Судді: Сіанна Ліфферс Елізабет Манта Лінійні Судді: Діана Мохова Жаклін Спрессер |
|                                                              |                       |                                           |                |                                                                                  |
|                                                              | 46                    | кидки                                     | 28             |                                                                                  |

| 7 лютого 2022 21:10 v | КНР | 1–2 (1–0, 0–2, 0–0) | Швеція | Арена Укесон (Пекін) 588 глядачів |

| звіт                   | звіт            | звіт                                                                  | звіт           | звіт                                                                           |
| ---------------------- | --------------- | --------------------------------------------------------------------- | -------------- | ------------------------------------------------------------------------------ |
|                        |                 |                                                                       |                |                                                                                |
|                        | Чжоу Цзяїн      | Воротарі                                                              | Емма Седерберґ | Судді: Анніїна Нурмі Анна Віґанд Лінійні Судді: Єнні Хейккінен Юлія Кайнберґер |
|                        | голи:           |                                                                       |                | Судді: Анніїна Нурмі Анна Віґанд Лінійні Судді: Єнні Хейккінен Юлія Кайнберґер |
| Кан (Лінь Цз.) – 05:16 | 1–0 / 1–1 / 1–2 | 25:14 – Вікнер-Зенкевич (PS) / 26:39 – Бувенґ (Нюлен Перссон, Ваксін) |                | Судді: Анніїна Нурмі Анна Віґанд Лінійні Судді: Єнні Хейккінен Юлія Кайнберґер |
|                        |                 |                                                                       |                | Судді: Анніїна Нурмі Анна Віґанд Лінійні Судді: Єнні Хейккінен Юлія Кайнберґер |
|                        |                 |                                                                       |                | Судді: Анніїна Нурмі Анна Віґанд Лінійні Судді: Єнні Хейккінен Юлія Кайнберґер |
|                        |                 |                                                                       |                | Судді: Анніїна Нурмі Анна Віґанд Лінійні Судді: Єнні Хейккінен Юлія Кайнберґер |
| 2 хв                   | Штраф           | 8 хв                                                                  |                | Судді: Анніїна Нурмі Анна Віґанд Лінійні Судді: Єнні Хейккінен Юлія Кайнберґер |
|                        |                 |                                                                       |                |                                                                                |
|                        | 33              | кидки                                                                 | 33             |                                                                                |

| 8 лютого 2022 21:10 v | Швеція | 3–1 (1–0, 1–1, 1–0) | Данія | Арена Укесон (Пекін) 696 глядачів |

| звіт | звіт                  | звіт                                     | звіт                    | звіт                                                                        |
| --- | --------------------- | ---------------------------------------- | ----------------------- | --------------------------------------------------------------------------- |
| |                       |                                          |                         |                                                                             |
| | Емма Седерберґ        | Воротарі                                 | Кассандра Репсток-Ромме | Судді: Анніїна Нурмі Челсі Рейпін Лінійні Судді: Анна Гаммар Єнні Хейккінен |
| | голи:                 |                                          |                         | Судді: Анніїна Нурмі Челсі Рейпін Лінійні Судді: Анна Гаммар Єнні Хейккінен |
| Нордін (Лундін) – 04:00 / Ліз. Юганссон (Лундін, Ваксін) (PP) – 36:00 / Берґлунд (Л'юнґблом) (PP, ENG) – 59:43 | 1–0 / 1–1 / 2–1 / 3–1 | 34:04 – Оксб'єрґ (Якобсен, Фріїс-Гансен) |                         | Судді: Анніїна Нурмі Челсі Рейпін Лінійні Судді: Анна Гаммар Єнні Хейккінен |
| |                       |                                          |                         | Судді: Анніїна Нурмі Челсі Рейпін Лінійні Судді: Анна Гаммар Єнні Хейккінен |
| |                       |                                          |                         | Судді: Анніїна Нурмі Челсі Рейпін Лінійні Судді: Анна Гаммар Єнні Хейккінен |
| |                       |                                          |                         | Судді: Анніїна Нурмі Челсі Рейпін Лінійні Судді: Анна Гаммар Єнні Хейккінен |
| 14 хв | Штраф                 | 10 хв                                    |                         | Судді: Анніїна Нурмі Челсі Рейпін Лінійні Судді: Анна Гаммар Єнні Хейккінен |
| |                       |                                          |                         |                                                                             |
| | 21                    | кидки                                    | 26                      |                                                                             |

Чвертьфінал
| 11 лютого 2022 21:10 v | Канада | 11–0 (4–0, 5–0, 2–0) | Швеція | Арена Укесон (Пекін) 669 глядачів |

| звіт | звіт                                                              | звіт     | звіт                     | звіт                                                                           |
| --- | ----------------------------------------------------------------- | -------- | ------------------------ | ------------------------------------------------------------------------------ |
| |                                                                   |          |                          |                                                                                |
| | Емеранс Машмаєр                                                   | Воротарі | Емма Седерберґ Іда Боман | Судді: Дарія Абросимова Лейсі Сенюк Лінійні Судді: Алекс Кларк Юлія Кайнберґер |
| | голи:                                                             |          |                          | Судді: Дарія Абросимова Лейсі Сенюк Лінійні Судді: Алекс Кларк Юлія Кайнберґер |
| Дженнер (Пулен, Нерс) – 03:05 / Фільє (Джонстон, Пулен) (PP) – 17:05 / Фільє (Реттрей, Фаст) – 17:41 / Реттрей (Томпсон, Нерс) (PP) – 19:35 / Спунер (Нерс, Ларок) (PP) – 23:16 / Амброз (Пулен, Томпсон) – 25:15 / Тернбулл (Амброз, Солньєр) – 26:56 / Дженнер (Пулен, Нерс) – 28:13 / Кларк (Белл, Гарт) (PP) – 29:09 / Дженнер (Гарт, Томпсон) – 50:55 / Фільє (Спунер, Фаст) – 52:06 | 1–0 / 2–0 / 3–0 / 4–0 / 5–0 / 6–0 / 7–0 / 8–0 / 9–0 / 10–0 / 11–0 |          |                          | Судді: Дарія Абросимова Лейсі Сенюк Лінійні Судді: Алекс Кларк Юлія Кайнберґер |
| |                                                                   |          |                          | Судді: Дарія Абросимова Лейсі Сенюк Лінійні Судді: Алекс Кларк Юлія Кайнберґер |
| |                                                                   |          |                          | Судді: Дарія Абросимова Лейсі Сенюк Лінійні Судді: Алекс Кларк Юлія Кайнберґер |
| |                                                                   |          |                          | Судді: Дарія Абросимова Лейсі Сенюк Лінійні Судді: Алекс Кларк Юлія Кайнберґер |
| 8 хв | Штраф                                                             | 14 хв    |                          | Судді: Дарія Абросимова Лейсі Сенюк Лінійні Судді: Алекс Кларк Юлія Кайнберґер |
| |                                                                   |          |                          |                                                                                |
| | 56                                                                | кидки    | 11                       |                                                                                |

## Санний спорт
Від Швеції на Ігри кваліфікувалися одна санкарка і один санкар. НОК Швеції вибрав представниками країни близнюків Сванте Когала і Туве Когала.
| Спортсмен     | Дисципліна                | 1-й заїзд | 1-й заїзд | 2-й заїзд | 2-й заїзд | 3-й заїзд | 3-й заїзд | 4-й заїзд | 4-й заїзд | Сума     | Сума  |
| Спортсмен     | Дисципліна                | Час       | Місце     | Час       | Місце     | Час       | Місце     | Час       | Місце     | Час      | Місце |
| ------------- | ------------------------- | --------- | --------- | --------- | --------- | --------- | --------- | --------- | --------- | -------- | ----- |
| Сванте Когала | Одномісні сани (чоловіки) | 58.517    | 21        | 58.779    | 20        | 58.368    | 18 Q      | 58.333    | 19        | 3:53.997 | 20    |
| Туве Когала   | Одномісні сани (жінки)    | 59.533    | 20        | 59.776    | 21        | 59.333    | 23 Q      | 1:02.431  | 20        | 4:01.073 | 20    |

## Стрибки з трампліна
Від Швеції на Ігри кваліфікувалася одна стрибунка з трампліна. НОК Швеції вибрав представницею країни Фріду Вестман.
| Спортсмен     | Дисципліна                  | Перший раунд | Перший раунд | Перший раунд | Фінал    | Фінал | Фінал | Загалом | Загалом |
| Спортсмен     | Дисципліна                  | Відстань     | Бали         | Місце        | Відстань | Бали  | Місце | Бали    | Місце   |
| ------------- | --------------------------- | ------------ | ------------ | ------------ | -------- | ----- | ----- | ------- | ------- |
| Фріда Вестман | Нормальний трамплін (жінки) | 87           | 80.9         | 21 Q         | 90       | 94.6  | 10    | 175.5   | 16      |

## Сноубординг
Від Швеції на Ігри кваліфікувалися двоє спортсменів у біг-ейрі й слоупстайлі. НОК Швеції вибрав представниками країни Нікласа Маттсона і Свена Торґрена.
Фристайл
| Спортсмен       | Дисципліна            | Кваліфікація | Кваліфікація | Кваліфікація | Кваліфікація | Кваліфікація | Фінал       | Фінал       | Фінал       | Фінал       | Фінал       |
| Спортсмен       | Дисципліна            | 1-ша спроба  | 2-га спроба  | 3-тя спроба  | Найкраща     | Місце        | 1-ша спроба | 2-га спроба | 3-тя спроба | Найкраща    | Місце       |
| --------------- | --------------------- | ------------ | ------------ | ------------ | ------------ | ------------ | ----------- | ----------- | ----------- | ----------- | ----------- |
| Ніклас Маттссон | Біг-ейр (чоловіки)    | 18.50        | 80.75        | 21.75        | 102.50       | 20           | Не потрапив | Не потрапив | Не потрапив | Не потрапив | Не потрапив |
| Ніклас Маттссон | Слоупстайл (чоловіки) | 24.18        | 20.55        | Н/Д          | 24.18        | 30           | Не потрапив | Не потрапив | Не потрапив | Не потрапив | Не потрапив |
| Свен Торґрен    | Біг-ейр (чоловіки)    | 80.75        | 70.25        | 33.75        | 151.00       | 7 Q          | 25.25       | 67.00       | 21.50       | 88.50       | 11          |
| Свен Торґрен    | Слоупстайл (чоловіки) | 40.73        | 34.71        | Н/Д          | 40.73        | 24           | Не потрапив | Не потрапив | Не потрапив | Не потрапив | Не потрапив |

## Ковзанярський спорт
Нільс ван дер Пул кваліфікувався на дистанціях 5 000 метрів і 10 000 метрів, потрапивши до вісімки кваліфікаційного рейтингу. У листопаді 2021 року НОК Швеції вибрав його представником країни.
| Спортсмен         | Дисципліна              | Фінал          | Фінал |
| Спортсмен         | Дисципліна              | Час            | Місце |
| ----------------- | ----------------------- | -------------- | ----- |
| Нільс ван дер Пул | 5000 метрів (чоловіки)  | 6:08.84 OR     | 1     |
| Нільс ван дер Пул | 10000 метрів (чоловіки) | 12:30.74 WR OR | 1     |

Легенда: OR=олімпійський рекорд, WR=світовий рекорд